# هايلي هاسيلهوف
هايلي أمبر هاسيلهوف (بالإنجليزية: Hayley Hasselhoff)‏ (ولدت في 26 أغسطس 1992) ممثلة عارضة أزياء بلس سايز أمريكية، وهي معروفة عن دورها «أمبر» في مسلسل ضخم على شبكة تلفزيونية أي.بي,سي فاميلي, هايلي هي ابنة ديفيد هاسيلهوف. مثلت هايلي دور البطولة مسلسل الواقع سلسلة هاسلهوفس على شبكة أي آند إي 2010.

## نشأتها
ولدت هايلي هاسيلهوف في لوس أنجلوس، كاليفورنيا للوالديها ديفيد هاسيلهوف وباميلا باخ, لديها شقيقة أكبر، تايلور.

## مسيرتها المهنية
بدأ هايلي هاسيلهوف التمثيل في عام 1999 عندما ظهرت في مسلسل تلفزيوني والدها بايواتش. كما أنها لعبت دور البطولة في المسلسل التلفزيوني الواقعي هاسلهوفس، وفي عام 2010 لعبت دور «أمبير» في مسلسل ضخم في 10 حلقات

## روابط خارجية
- هايلي هاسيلهوف على موقع IMDb (الإنجليزية)
- HHASSELHOFFعلى تويتر.